# 1915 en Bretagne
 Chronologie de la Bretagne
- 1911
- 1912
- 1913
- 1914
- 1915
- 1916
- 1917
- 1918
- 1919

Cette page recense des événements qui se sont produits durant l'année 1915 en Bretagne.

## Première Guerre mondiale
- 18 mars : naufrage du cuirassé Bouvet lors de la bataille des Dardanelles[1].
- 18 mars : Célébration d'un service solennel, à l'église Saint-Louis de Brest, à la mémoire des officiers et marins du Bouvet[2].
- 27 avril : Corentin-Jean Carré (1900-1918) est engagé au 41e R.I. de Rennes. Il est considéré comme le plus jeune poilu de France[2].

## Société

### Naissance
- 15 mars : Jean-Pierre Kérien, comédien[2].
- 3 mai à Brest : Paul Burckel (décédé le 12 juin 2001 à Brest), personnalité de la culture sourde, il est également le militaire sourd le plus médaillé de l'Histoire militaire des sourds. Il rejoint les Forces françaises libres durant la Seconde Guerre mondiale.

### Décès
- 31 mai : Louis Joseph Marie Tiercelin, écrivain, poète et dramaturge[2].